# Pripek, Varna
Pripek (în bulgară Припек) este un sat în comuna Aksakovo, regiunea Varna,  Bulgaria. 

## Demografie
Componența etnică a satului Pripek
     Bulgari (98,13%)
     Nicio identificare (1,86%)
     Altele (0%)
La recensământul din 2011, populația satului Pripek era de 107 locuitori. Din punct de vedere etnic, majoritatea locuitorilor (98,13%) erau bulgari. Pentru 1,86% din locuitori nu este cunoscută apartenența etnică.